# 二式軽戦車
二式軽戦車 ケト（にしきけいせんしゃ -）は、第二次世界大戦中に日本で開発、生産された軽戦車。九八式軽戦車 ケニの改良型。

## 開発の経緯
九五式軽戦車の後継車両として1939年に試作車が完成した九八式軽戦車であったが、その性能にはまだ不十分な点が残されていた。主砲に採用された一〇〇式三十七粍戦車砲は九五式軽戦車の後期型に搭載された九八式三十七粍戦車砲と大して差はなく、また防御上の効果を狙った円錐台形の砲塔は狭すぎると不評であった。
これらの点を改良すべく作られた試作車は1941年に完成し、翌1942年（皇紀2602年）に採用されたことから皇紀の下2桁を取って「二式軽戦車」と名づけられた。因みに「ケト」とは開発時の名称で、「ケ」は軽戦車の頭文字、「ト」はイロハ順の仮名表記の7番目の文字であり、「軽戦車として7番目に設計された車両」の意味である。
主砲には新たに一式三十七粍戦車砲が採用された。これは初速785 m/秒、1000 mで25 mmの鋼板を貫通するもので、一〇〇式三十七粍戦車砲の初速675 m/秒、500 mで25 mmの鋼板を貫通するという性能を上回っている。一〇〇式三十七粍戦車砲と同じく、九七式車載重機関銃との双連である。
主砲の左側に、九七式車載重機関銃（連装用）1挺を、主砲と対になるように装備していた。九七式車載重機関銃（連装用）は普通の九七式車載重機関銃と異なり、反動を抑えるために銃口制退器が付いていた可能性がある。主砲の砲手と機銃手は1名が兼任する。横に並んだ砲と重機関銃の間に旋回軸があり、照準は肩当てで素早く行えた。主砲照準器は無く、機銃と同軸なので、機銃照準器（一〇〇式照準眼鏡）を共用していた。
砲塔は前述の円錐台形から円筒形に変更され、砲塔容積が増加している。この砲塔は特二式内火艇 カミ車にも主砲ごと流用されている。砲塔重量は450 kg、後坐抗力は1440 kgである。砲塔正面（防盾外側）左右には、スライド蓋付きの視察窓があった。砲塔上面には、夜間時や無線封鎖時などに信号を送る、棒状信号灯（取り付け式で車内の箱にしまうことも可能）を付けていた可能性がある。
履帯は1941年に採用された一式半装軌装甲兵車（兵員輸送用の半装軌車）の物と共通である。
エンジンは九八式軽戦車と同じく統制一〇〇型空冷直列6気筒ディーゼルを搭載した。本車の燃料タンク(燃料槽)の搭載容積は130 Lであった。
更に本車を空挺戦車として使用する案が持ち上がったため、グライダーに搭載できるよう車体表面をできるだけフラットにすることも行われた。予定ではク-7 滑空機に搭載されるはずであった。

## 部隊配備
前述のように1942年に採用されたものの、当時の生産体制が資源や労力を航空機、船舶に優先的に振り分けるものだったため、生産は大幅に遅れ1944年にようやく開始され、同年中に29両が完成したといわれる。
生産された車両は、空挺部隊である第1挺進集団の第1挺進戦車隊に配備された。第1挺進集団は挺進練習部を1944年11月に改編した部隊で、挺進練習部時代の1943年7月から九五式軽戦車などの配備を受けて、空挺戦車部隊の研究をしていた。第1挺進戦車隊には戦車中隊1個のほか、協力する歩兵中隊および自動車中隊各1個と材料廠が編成され、すべてグライダーで輸送する計画であった。本車の性能を十分発揮するには歩戦協同戦闘が重要と考えられ、戦車1両に歩兵3名が随伴し戦闘するという戦法が訓練された。また同部隊ではケトとともに19輛のケニを配備していた。
第1挺進集団は1944年12月にフィリピンに進出してフィリピン防衛戦に参加したが、第1挺進戦車隊は参加せずに日本本土へ残置された。1945年になると戦局は絶望的になり、また本車を搭載する予定であったク-7 滑空機や発展型のキ-105 輸送機の生産、配備が進まず、空挺作戦を行う見込みはなくなった。最終的には本車も他の戦車と共に本土決戦用の車両として温存され、第57軍の指揮下に入ってケニとともに敵空挺部隊の地上迎撃任務を想定しつつ、終戦を迎えた。

## バリエーション
二式軽戦車改
二式軽戦車の車体にチハの新砲塔を一式47 mm戦車砲付きでまるごと搭載した計画車輌。
発電車
工兵作業のために二式軽戦車を改造。30 kWの発電機は戦車のエンジンを使用して発電し、工兵作業に使用するポンプ、ノコギリ、削岩機などの電動工具に電気を供給した。砲塔には夜間作業のための投光器が装備されている。約25輌が製造されたが、部隊配備には至らなかった。
四式作業車
発電車を基に改造して製作。飛行場整備に使用することを想定して、土工板（ドーザー）を装備。砲塔は無い。昭和19年度整備実施計画案では50輌が整備される予定だったが、車輌が完成したのは昭和19年末で、実際に整備されたかは不明。